# Semgaals

Baltische stammen rond 1200 na Chr.

Het Semgaals (Lets: zemgaļu valoda, Litouws: žiemgalių kalba) is een uitgestorven Oost-Baltische taal, die werd gesproken in Semgallen, in het midden en zuiden van het huidige Letland rondom Bauska, Dobele en Jelgava, alsmede in het uiterste noorden van Litouwen. De taal is waarschijnlijk in de tweede helft van de 15e eeuw verdwenen als gevolg van assimilatie van haar sprekers met de Letten en Litouwers. Van het Semgaals zijn geen geschreven teksten overgeleverd en wat er over de taal bekend is, is uitsluitend gebaseerd op onderzoek naar toponiemen en persoonsnamen.